# Série 44 SNCB
 (janvier 2022).
Ne doit pas être confondu avec Type 44 SNCB.
La série 44, à l'origine type 604 est un type d'autorail de la Société nationale des chemins de fer belges (SNCB).

## Caractéristiques
Ils sont dotés de 2 moteurs 6 cylindres de General Motors et d'une transmission hydromécanique Voith agissant sur les deux essieux de l'un des bogies, par l'intermédiaire d'un différentiel.